# Дімітріс Мосхопулос
Мосхопулос Дімітріс (18 січня 1948) — грецький дипломат. Генеральний консул Греції в Одесі (2008—2010)

## Життєпис
Народився 18 січня 1948 року. Закінчив Афінського університету, філософський факультет; Кандидатські заняття в університеті Fordham, кандидат філософських наук університету Сорбоне. Володіє англійською, французькою та німецькою мовами.
З 1976 року на викладацькій роботі. Читав лекції в університеті Fordham у Нью-Йорку. Репетитор-аташе Посольства у Центрі дипломатичного виховання МЗС Греції (1982-1983); Третій, згодом другий секретар Управління міжнародних організацій та конференцій МЗС Греції (1983-1988); Перший секретар Постійного представництва Греції в Організації Об'єднаних Націй (1988-1992); Радник та уповноважений Посольства Греції в Хараре, Зімбабве (1992-1997); Завідувач відділом ОАСЄ Управління ДЗ ОАСЄ-СТЕ МЗС Греції (1997-2001).
У 2001—2005 рр. — генеральний консул Греції в Штуттгарті, Німеччина.
У 2005—2008 рр. — генеральний консул Греції в Одесі, Україна.
З 2008 року — глава грецького офісу в Приштині, Косово.
Брав участь у 42-й та 58-й сесіях Генеральної Асамблеї ООН.